# Schloss Rheinsberg

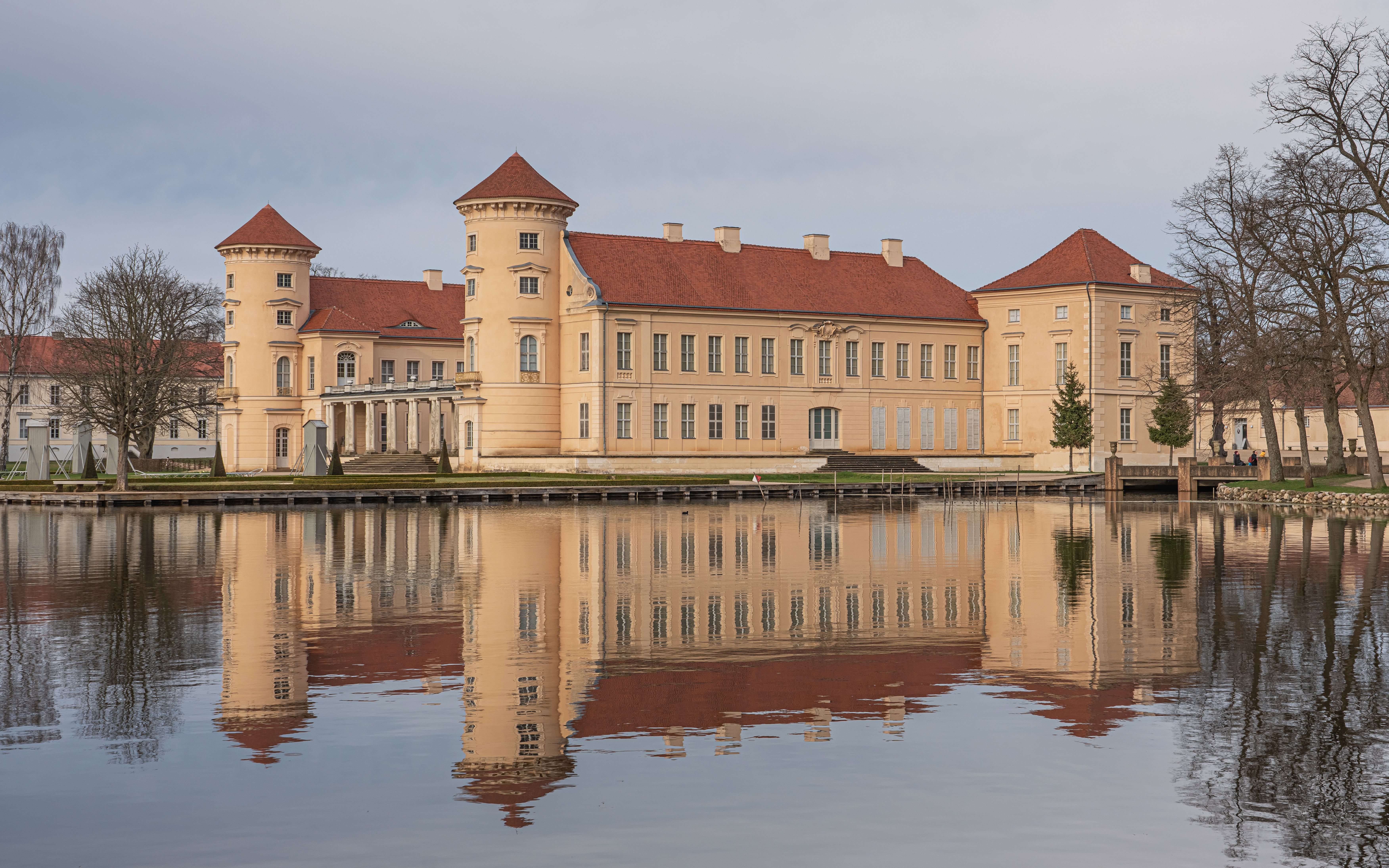
Schloss Rheinsberg, Seeseite

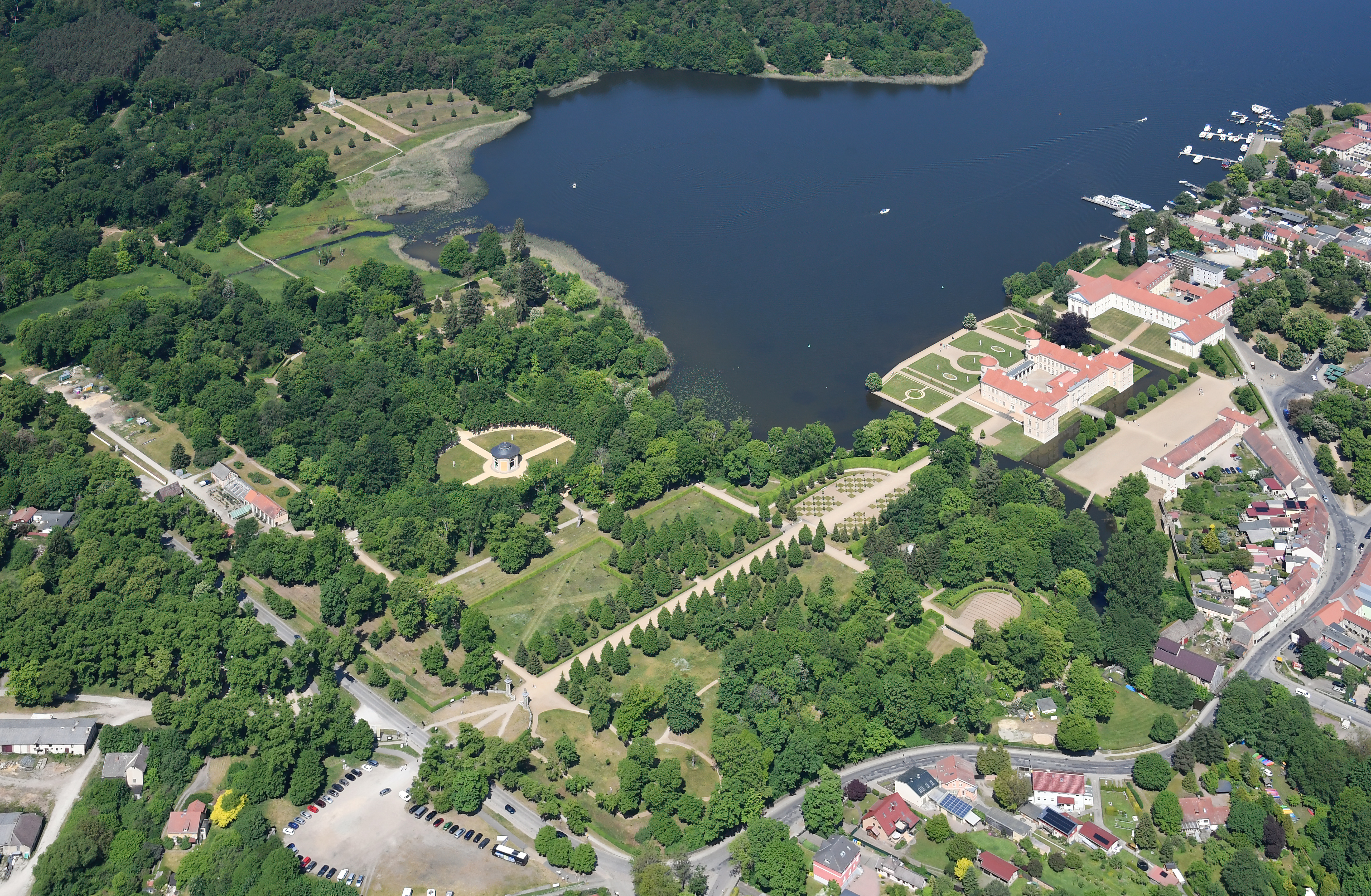
Schloss und Gartenreich Rheinsberg

Schloss Rheinsberg liegt in der Gemeinde Rheinsberg, etwa 100 km nordwestlich von Berlin im Landkreis Ostprignitz-Ruppin. Das am Ostufer des Grienericksees gelegene Schloss gilt als Musterbeispiel des sogenannten Friderizianischen Rokokos und diente auch als Vorbild für Schloss Sanssouci.

## Geschichte
Wo sich heute das Schloss Rheinsberg befindet, stand im Mittelalter eine Wasserburg. Die Familie von Bredow hatte Rheinsberg im Jahre 1464 von den von Platen erheiratet. Rheinsberg kam mit der Herrschaft Ruppin 1524 an die Mark Brandenburg. An der Stelle der Wasserburg ließen die Bredows 1566 ein Wasserschloss in Renaissanceformen erbauen. Im Jahr 1618 war das Schloss bereits an Kuno von Lochow verkauft worden. Im Dreißigjährigen Krieg erlitt es starke Schäden.

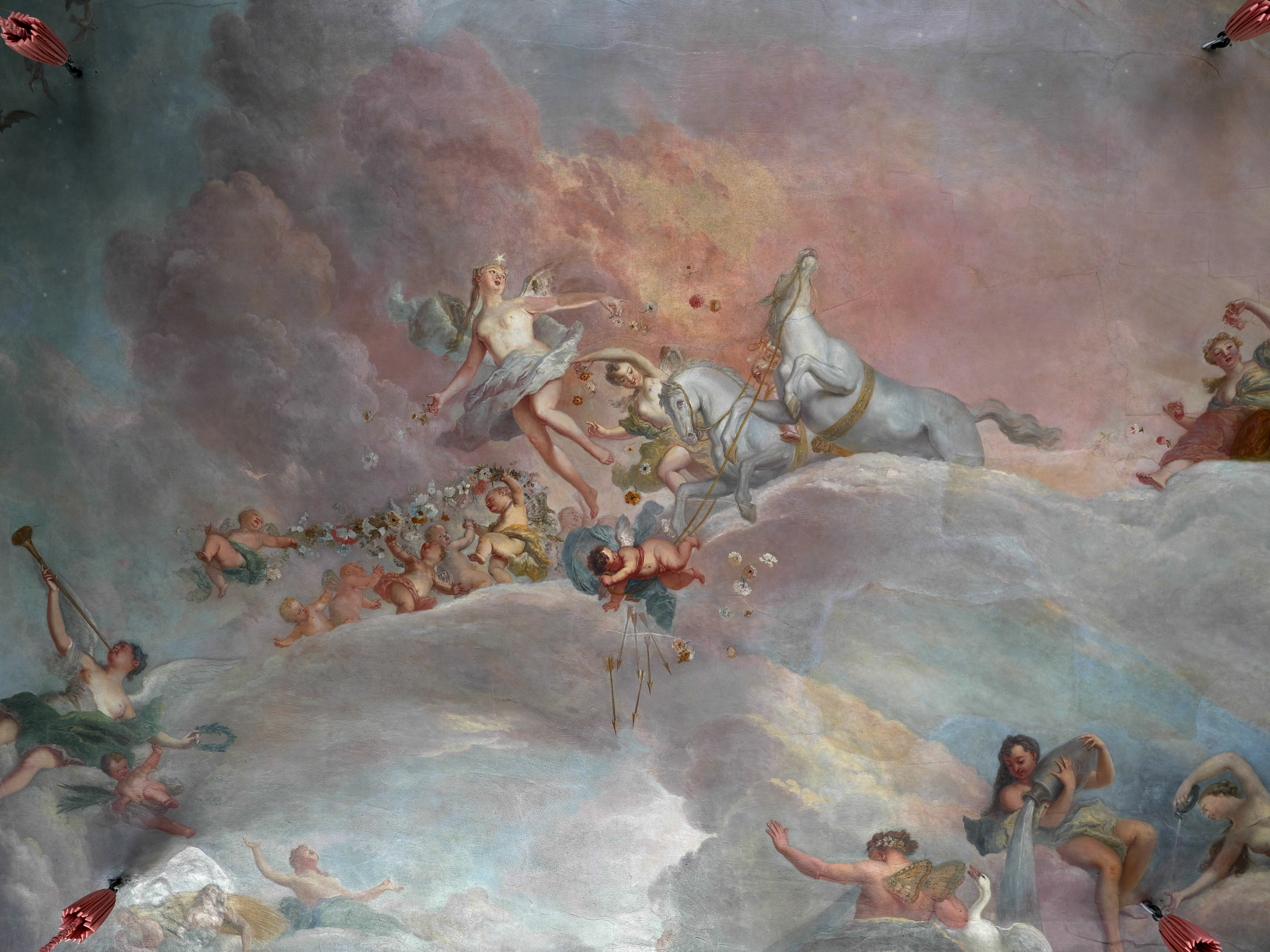
Deckengemälde „Venus“ von Antoine Pesne im Spiegelsaal vom Schloss Rheinsberg (1738 bis 1740)

Nach dem Aussterben der Linie fiel es an Kurfürst Friedrich Wilhelm, der es seinem General Franz du Hamel schenkte. Mit Genehmigung des Kurfürsten verkaufte der es aber an Benjamin Chevenix de Beville, der das Anwesen im März 1734 für 75.000 Taler dem preußischen König Friedrich Wilhelm I. veräußerte. Friedrich Wilhelm wiederum schenkte es seinem Sohn Kronprinz Friedrich, dem späteren König Friedrich II., für dessen Loyalität. 1736 zog dieser mit seiner Frau, der Kronprinzessin Elisabeth Christine, von seinem früheren Quartier im 25 km entfernten Neuruppin kommend, in den südlichen Flügel des Schlosses. In den Jahren bis 1740 ließ Friedrich das Schloss umfangreich von den Baumeistern Johann Gottfried Kemmeter und Georg Wenzeslaus von Knobelsdorff, der von Kemmeter das architektonische Handwerk gewissermaßen erlernte, ausbauen und erweitern. So wurde der eingeschossige Bau um ein Obergeschoss ergänzt und der Ostflügel um 25 Meter verlängert. Es bildet damit das erste Bauwerk des Friderizianischen Rokoko. Zu dieser Zeit wurde von Antone Pesne an der Decke des großen Spiegelsaals des Schlosses auch das Gemälde „Venus“ geschaffen.
Friedrich selbst bezeichnete seine Jahre auf Schloss Rheinsberg immer als die „glücklichsten seines Lebens“. Hier gründete er 1738 die erste Freimaurerloge in Preußen nach dem Vorbild der Großen Loge in Hamburg. Seine Zeit in Rheinsberg endete 1740 mit der Thronbesteigung.
Vier Jahre später schenkte er es seinem jüngeren Bruder Heinrich, der 1752 mit seiner Frau Prinzessin Wilhelmine von Hessen-Kassel einzog und bis zu seinem Tod dort wohnte. Der kunstbegeisterte Prinz machte sich daran, das Schloss und den dazugehörigen Park zu erweitern und verschönern. 1786 vervollständigten Georg Friedrich von Boumann und Carl Gotthard Langhans das Schloss nach den ursprünglichen Plänen. Langhans war bereits 1766 für wenige Wochen in Rheinsberg und fertigte Entwürfe für den Prinzen Heinrich, die in den Folgejahren von seinem Bauintendanten Carl Wilhelm Hennert umgesetzt wurden, etwa das Treppenhaus und der Muschelsaal.

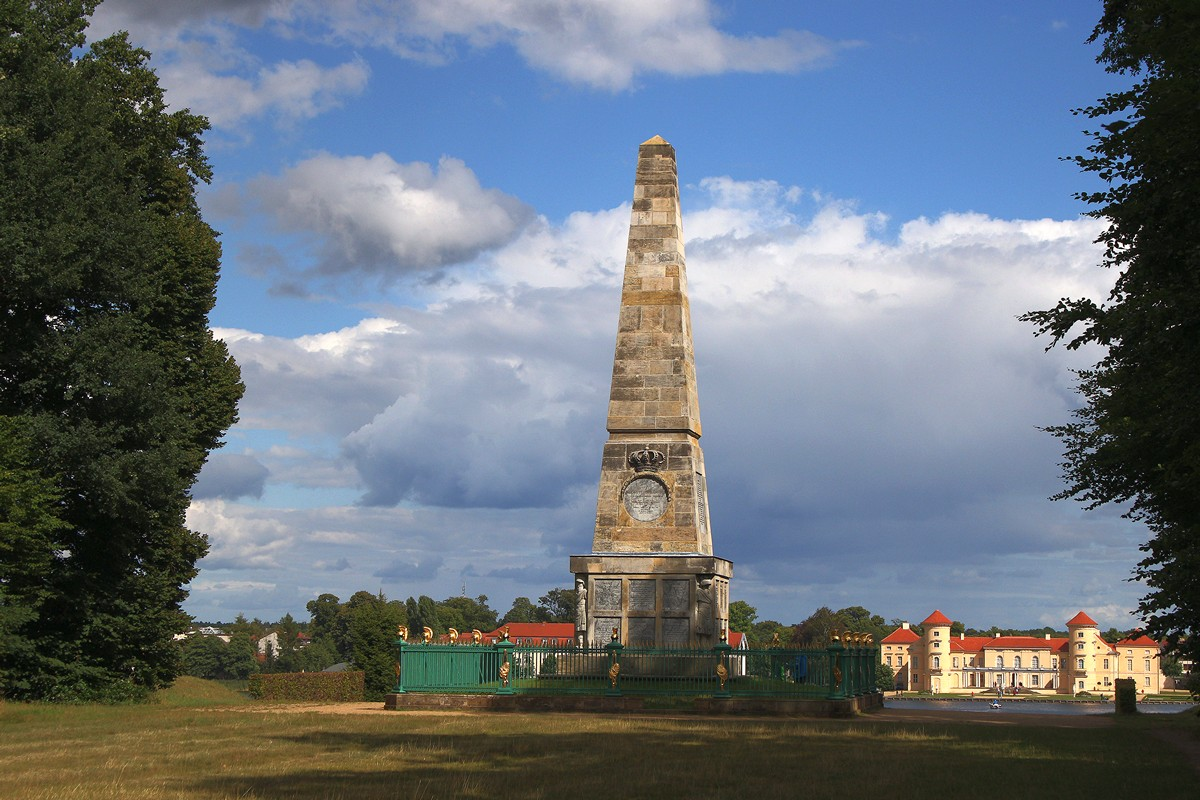
Rheinsberger Obelisk

Boumann errichtete 1785/86 die beiden Pavillons am Schloss, die vermutlich schon Langhans aufgerissen hatte. Der Anfang der 1790er-Jahre am gegenüberliegenden Seeufer in Sichtachse des Schlosses errichtete Rheinsberger Obelisk sollte das Andenken des bei Friedrich II. in Ungnade gefallenen Bruders August Wilhelm von Preußen sowie vieler Heinrich nahestehender und teilweise vom König ebenfalls wenig gewürdigter Offiziere ehren, die sich in den schlesischen Kriegen verdient gemacht hatten. Bereits zu Lebzeiten ließ Heinrich seine Grabstätte in Form einer abgebrochenen Pyramide im Garten errichten, in der er 1802 beigesetzt wurde. Die französische Inschrift verfasste Heinrich selbst.
Nach dem Tod des kinderlosen Prinzen Heinrich 1802 erbte sein jüngerer Bruder August Ferdinand von Preußen Schloss und Gut und danach dessen Sohn August von Preußen (1779–1843). Da dieser nur illegitime Kinder hatte, fiel der Besitz an die preußischen Könige zurück, die es jedoch nur selten nutzten. Das Königshaus setzte Schlosshauptleute ein, zumeist Grundbesitzer, wie unter anderem Carl Graf von Königsmarck auf Schloss Plaue. Bis zur Enteignung durch die sowjetische Besatzungsmacht im Jahr 1945 gehörten Schloss und Gut dem Haus Hohenzollern. Es war öffentlich zugänglich und machte Rheinsberg zu einem beliebten Touristenziel, wozu auch die Schriftsteller Theodor Fontane in seinen Wanderungen durch die Mark Brandenburg und Kurt Tucholsky mit der Erzählung Rheinsberg: Ein Bilderbuch für Verliebte beitrugen.
In der Deutschen Demokratischen Republik war im Schloss das Diabetiker-Sanatorium „Helmut Lehmann“ untergebracht. Heute gehört das Schloss mit seinen Gartenanlagen der Stiftung Preußische Schlösser und Gärten Berlin-Brandenburg.
Nach aufwendigen und umfangreichen Restaurierungen ist das Schloss heute wieder als Museum zu besichtigen. Es beherbergt auch das Kurt-Tucholsky-Literaturmuseum. Im ehemaligen Kavaliershaus ist seit 1991 die Musikakademie Rheinsberg untergebracht, die das Schlosstheater betreibt. Seit 1991 findet das internationale Opernfestival Kammeroper Schloss Rheinsberg im Schlosstheater (Kavalierhaus), Schlosshof und Naturtheater statt.

## Galerie

Außenansichten des Schlosses
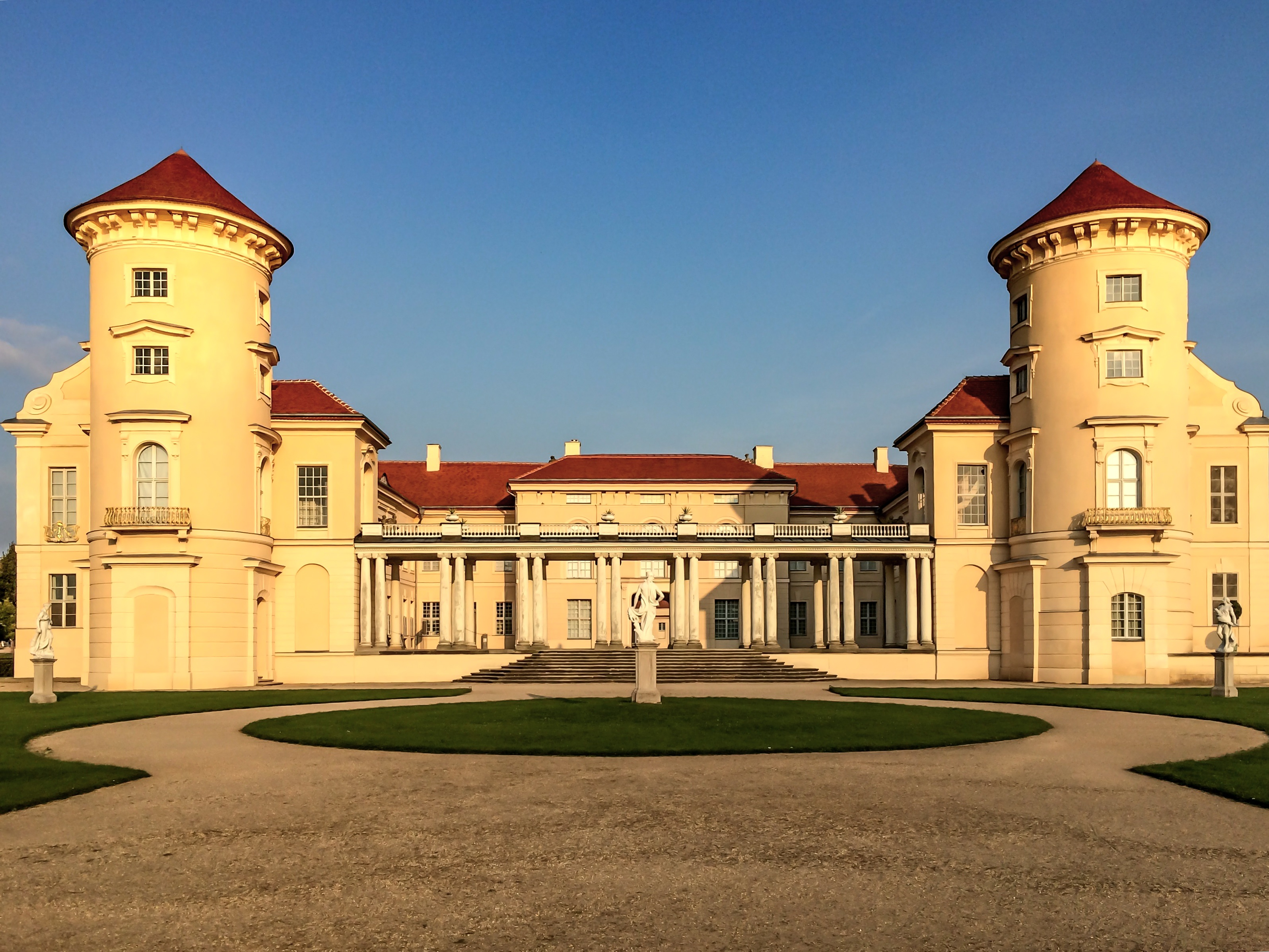
Vorderansicht
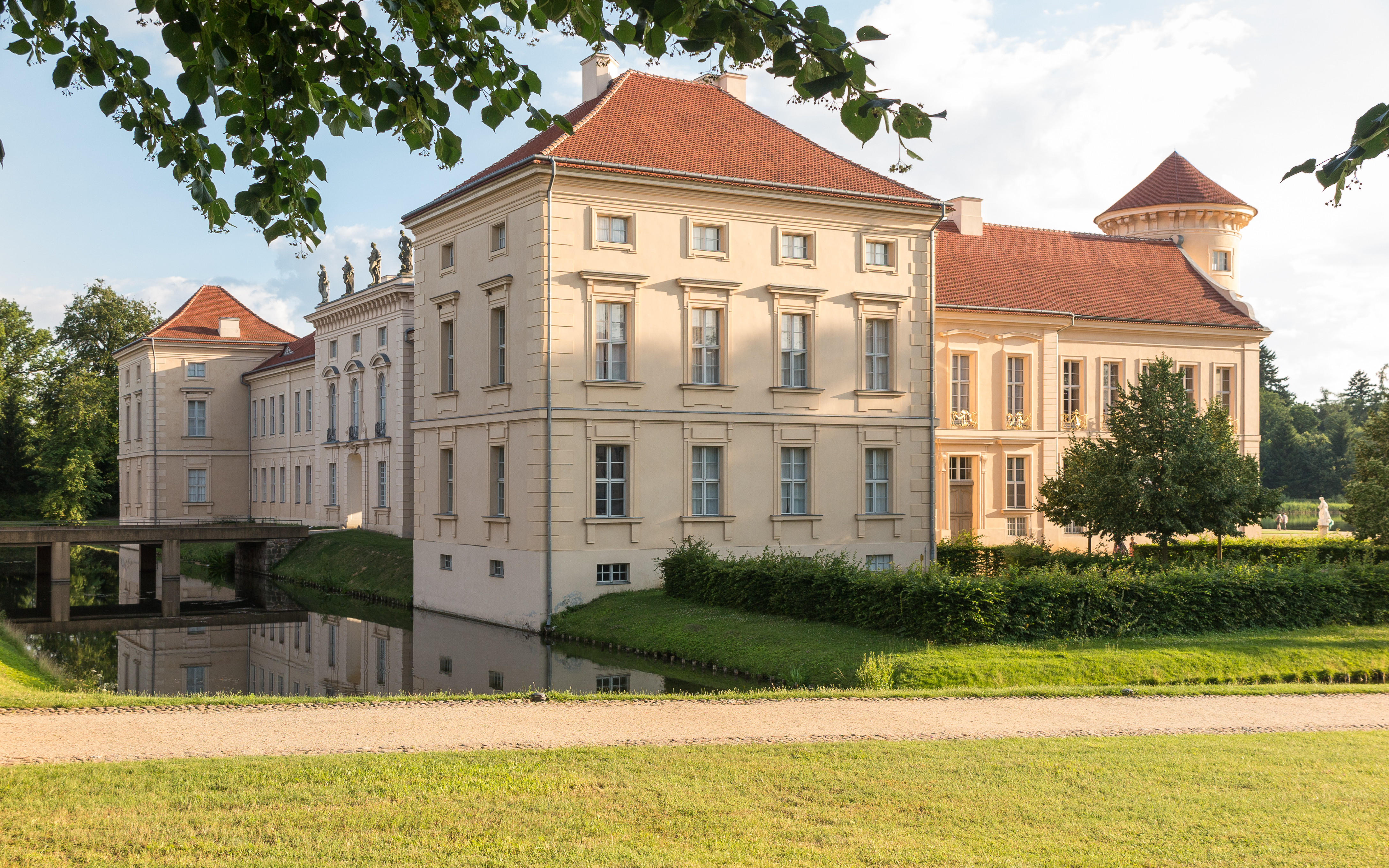
Landseite
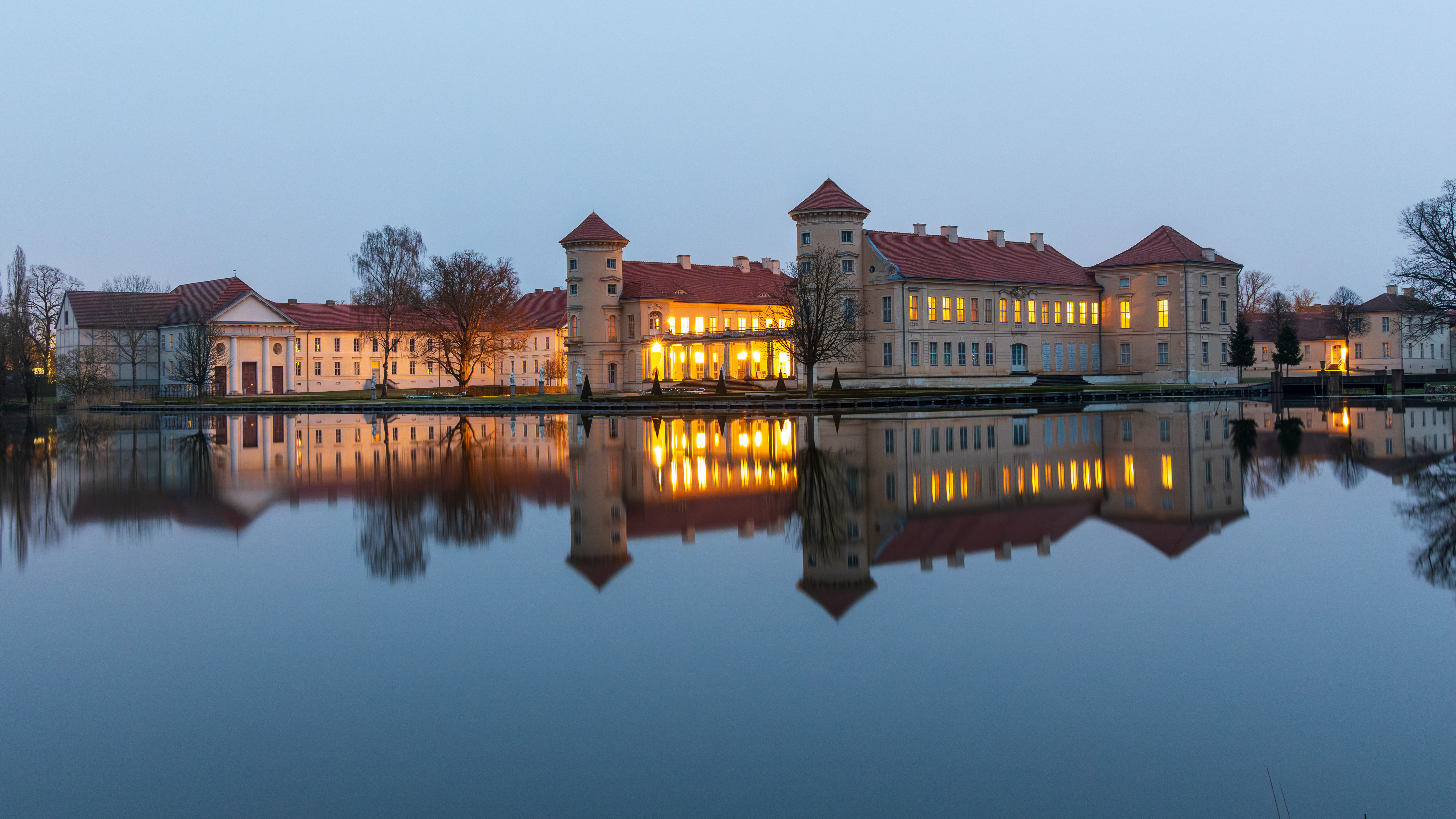
Blick über den See auf Schloss und Theater
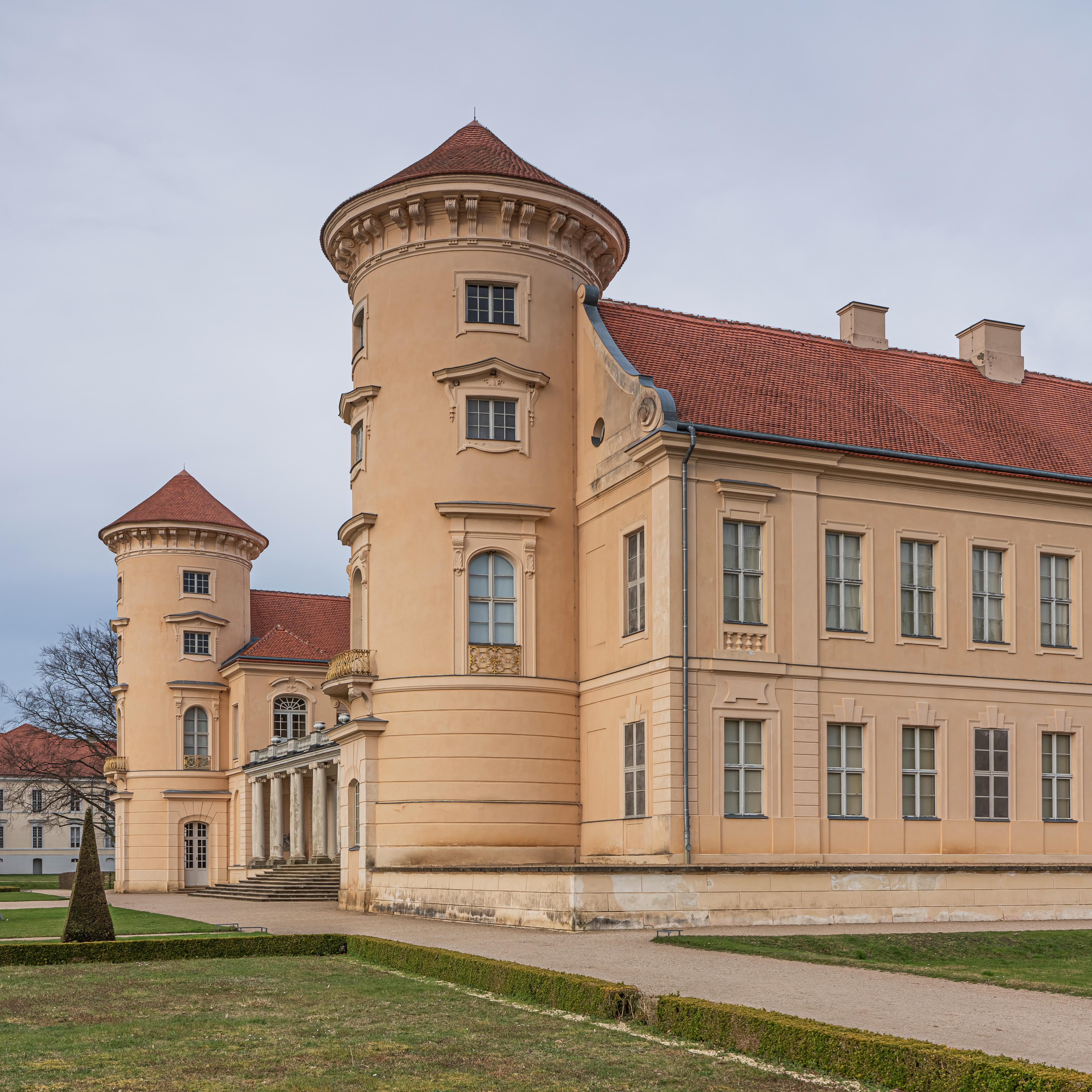
Südlicher Schlossturm
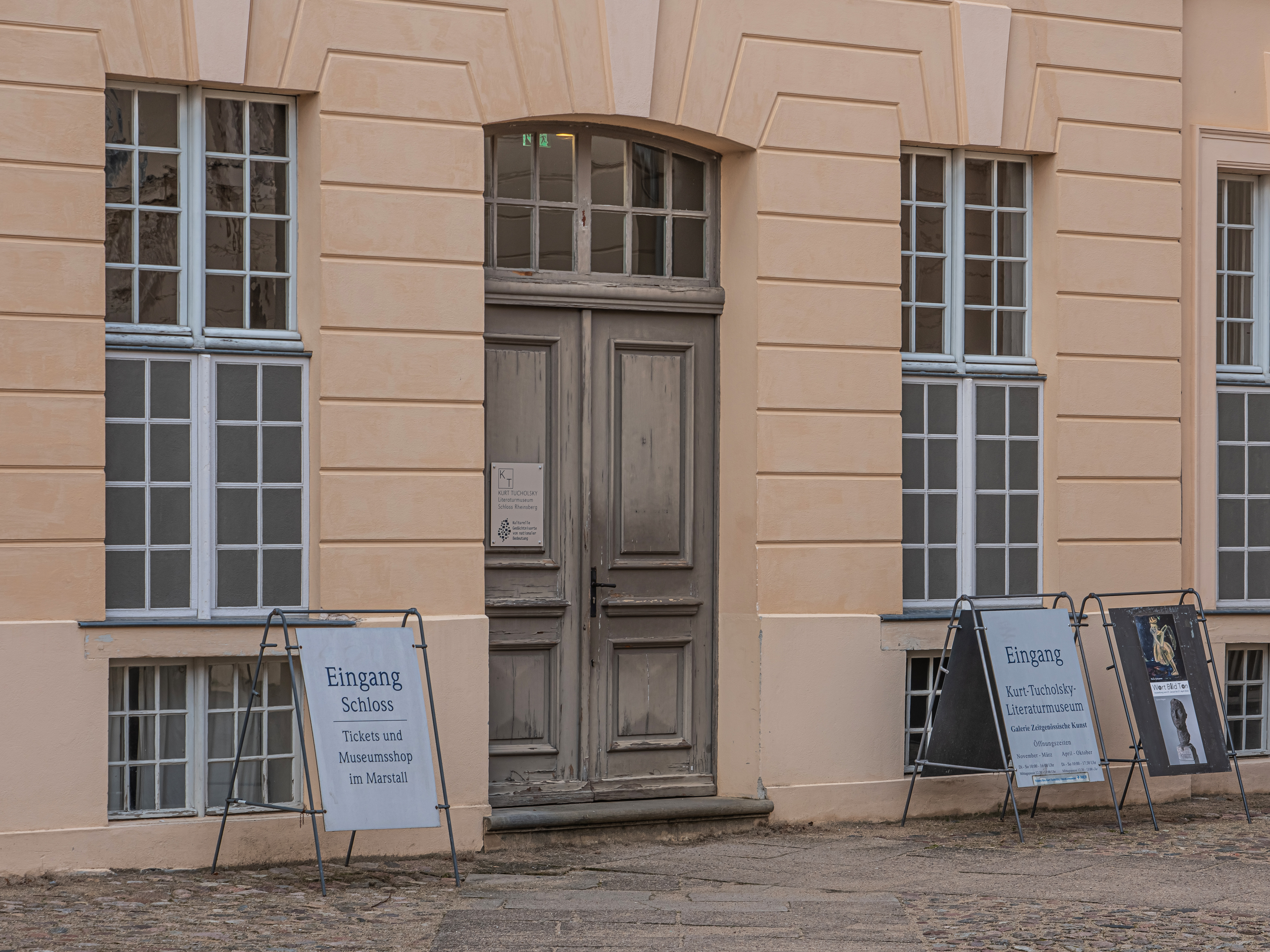
Museumseingang